# Георгіївський Балаклавський чоловічий монастир

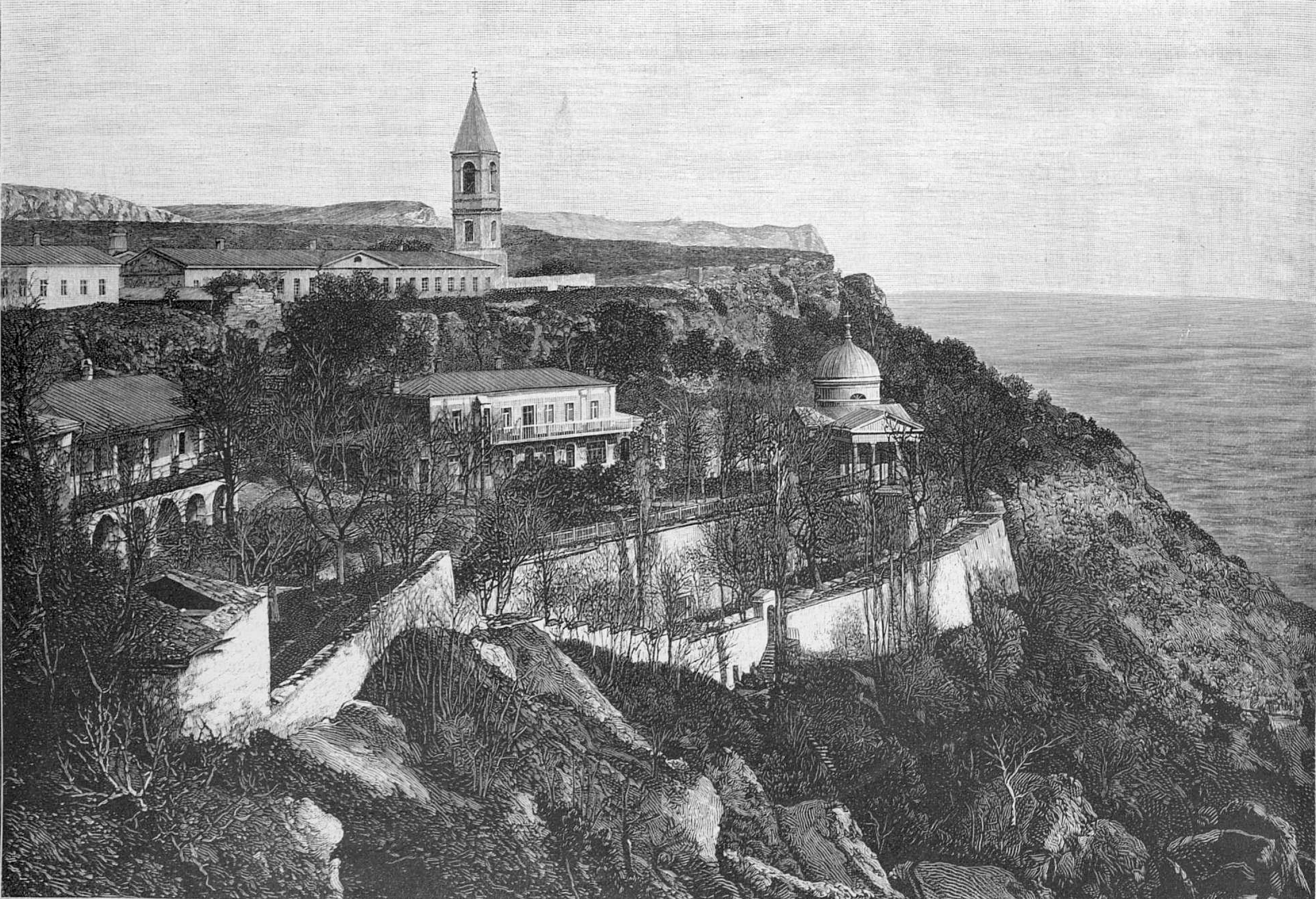
Монастир в 1891 році

Георгіївський Балаклавський чоловічий монастир УПЦ (МП) — знаходиться в південно-західній частині Кримського півострова на мисі Фіолент, в Бахчисарайському районі Автономної Республіки Крим, біля західного початку Зовнішньої гряди Кримських гір.
Народження монастиря пов'язують з часами виникнення усіх печерних монастирів Криму, а саме з періодом періодом іконоборства у Візантійській імперії. У Тавріду (Крим) тоді бігли від переслідувань перші християни, що й засновували тут монастирі. Якщо плисти з Константинополя (столиці стародавньої Візантії) строго на північ, тобто на Полярну зірку, то, за твердженням бувалих мореплавців, корабель прийде саме на мис Фіолент. Це був перевірений зворотній маршрут «із варянів у греки».

## Легенда про Св. Георгія
За іншою версією, Георгіївський монастир був заснований у 891 р. грецькими моряками. Під час бурі на морі, буцімто, їх корабель терпів аварію. Відчуваючи свою неминучу загибель, моряки стали молитися та кликати по допомогу святого великомученика Юрія (Георгія).
Почувши їхнє милостиве прохання, за переказом, Святий з'явився на великій скелі поблизу берега і втихомирив бурю. Коли врятовані моряки піднялися на скелю, то на її вершині знайшли ікону святого великомученика Георгія. Вони винесли її на берег і в скельному обриві влаштували печерну церкву. Церква, втім, носить назву Різдва Христового. Як стверджує TripAdviser, у світі існує тільки дві печерні церкви Р. Х. — у Вифлеємі і в Криму, на мисі Фіолент.
1891 року на скелі Святого Явлення, де морякам, чи то монахам, з'явився Святий Юрій, було встановлено хрест із білого мармуру, який був зруйнований совєтами у 1920-ті роки. 14 вересня 1991 року в Свято-Микільській церкві (на Братському кладовищі в Севастополі) був освячений новий семиметровий металевий хрест, який при підтримці Чорноморського флоту РФ був встановлений на скелі Святого Явлення  — його дуже добре видно і з моря, і з берега.

## Історія
Перші документальні свідчення про Георгіївський монастир на мисі Фіолент залишив в 1578 р. польський письменник, картограф та дипломат (посол Стефана Баторія) Мартін Бронєвський.
Вважається, що в середньовіччі монастир процвітав і залишався чинним як при генуезці, так і за часів Кримського ханства, коли Георгіївський монастир залишався однією з небагатьох діючих християнських обителей на півострові.
Уздовж узбережжя Руського (Чорного) моря існували десятки християнських монастирів, що належали кількома єпархіям: Боспорській (IV—XIII ст.), Херсонеській (VI—XVII ст.), Готській (VIII—XVIII ст.), Сугдейській (VIII—XVI ст.), Фулльській (IX—XII ст.), Кафійській (XIII—XVIII ст.), які підпорядковувалися константинопольському патріарху. Георгіївський монастир спочатку був підпорядкований херсонеським єпископам, а з 1304 р. — готським.
З 1475 р. і аж до 1794 р. обитель перебувала у віданні Константинопольського Патріарха. У 1771 р. прибув на Кримську кафедру митрополит Ігнатій, який свою першу службу провів в Георгіївському монастирі.
У 1794 році, коли Російської імперії анексувала Крим, грецькі ченці покинули Георгіївський монастир, не бажаючи перейти в підпорядкування Російської православної церкви замість Константинопольського патріархату. В монастирі лишився один монах Каллінік. Після переходу обителі під крило Святійшого Синоду життя в монастирі відновилося.
23 березня 1806 р. був затверджений його штат. Георгіївському монастирю була доручена важлива місія — готувати капеланів (військових священників) для створюваного Чорноморського флоту. Монастир став називався «флотським».
У 1810—1816 роки постарілий Георгіївський храм було розібрано і замінено на новий, що був зведений в стилі класицизму (архітектор І. Дамошніков). Тоді ж були побудовані нові келії, Георгіївський фонтан і трапезна.
В часи Кримської війни англо-французькі війська зайняли Балаклаву, а в монастирі був розміщений командний пункт. З Варни по морському дну був протягнутий телефонний кабель, то ж з'єднуватися можна було з Лондоном та Парижем. Монахам було заборонено лишати обитель, все необхідне для служби та проживання доставляли в монастир військові.
Георгіївський монастир на мисі Фіолент був дуже поважаємий серед царської родини, багато руських царів відвідали монастир. Також в свій час монастир відвівали О. С. Пушкін (1820), О. С. Грибоєдов, О.К, Толстой, А. П. Чехов, І. А. Бунін, його краєвиди стали сюжетами для картин І. Айвазовського, В. Верещагіна, К. Босолі.
Французька белетристка Адель Омер де Гелль, яка здійснювала подорож по Росії разом с М. Ю. Лермонтовим наприкінці 30-х рр.. ХІХст. писала: «В кінці проходу в нас вирвався крик захвату. Монастир зі своїми хатинками, які спиралися на скалу, терасами, церквою з зеленим куполом, садами, багатою на рослинність з'явився перед нашими очима, він висів в декількох футах від моря. Ми довго дивилися на чарівний краєвид».
Вартує навести цитати про Георгіївський монастир: Пушкін О. С.: «єдине сильне враження відчув від Балаклавського Георгіївського монастиря та його крутих сходах до моря.. Як результат — мене тут відвідали рими. Я думав віршами».
І. М. Муравьйов-Апостол в тому ж 1820 році писав: «Якщо ти, друже мій, почуєш колись, що я зробився пустельником, то шукай мене в Георгіївському монастирі: тут Ведмедицю не видно і про північ мови не йдеться».
У 1846 р. на кошти купця з Карасу-Базару І. Гущина облаштували монастирське джерело Святого Георгія, що збереглося в тому вигляді донині.
У 1850 р. побудували ще один храм — в ім'я Воздвиження Чесного Хреста Господнього за проектом архітектора В. А. Рульова. Будівля збереглася.
У 1891 р. при настоятелю ігумену Никандру монастир без особливої пишноти відзначив свій тисячолітній ювілей.
А. П. Чехов побував тут у середині вересня 1898 року і занотував: «В Севастополі в місячну ніч я їздив до Георгіївського монастиря і дивився вниз з гори на море; а на горі цвинтар з білими хрестами. Було фантастично»
З часом біля входу в храм з'явилися мармурові і мідні меморіальні дошки з перерахуванням царських осіб, що відвідали монастир. Георгіївський монастир відвідували практично всі російські царі, у тому числі останній — Микола II, разом з родиною. Останній раз він відвідав монастир 15 травня 1915 року. За спогадами графа С. Д. Шереметєва, коли цар несподівано приїхав до монастиря на молебень два схимника, які досить тривалий час не лишали свої келії раптово вийшли і вклонилися імператору.

## 800 сходинок
Готуючись до приїзду гостей, ченці провели до моря нову дорогу і сходи, що стали визначною пам'яткою монастиря. Вони найдовші у Криму — понад 800 сходинок.
На самому початку підйому можна побачити руїни колишньої дачі Михайла Петровича Лазарєва. Адміралу подобалося відпочивати на її території і для нього збудували невеликий двоповерховий будинок з флігелем, із дикого каменю на вапняному розчині, покритий черепицею, довжиною у шість, а шириною у п'ять сажнів. До 1985 року в ньому ще жили сім'ї мічманів, поступово їх відселили в міські квартири. Будинок не ремонтувався і зараз, на жаль, від нього залишилися сумні руїни.
Романтичні сходи збереглися до наших днів, втім, після реконструкції їх число дещо зменшилося (вважають, що спочатку їх було саме 891). Сходинки пронумеровані через кожні 50 штук і ведуть до Яшмового пляжу. Пляж отримав назву не випадково, на березі серед гальки знаходять вулканічну яшму.
Спуск проходить серпантином серед тінистих заростей ялівцю, фісташки та ліан. Повітря тут є лікувальним коктейлем морського бризу і фітонцидів, які фісташка випаровує в два рази більше, ніж кримська сосна. За старих часів ченці брали на лікування в Георгіївський монастир безнадійних хворих неврозом, астмою та анемією.

## Монастирські сади
Окрім грецьких монастирів, на узбережжі Руського моря було чимало католицьких і вірменських церков, мусульманських мечетей, караїмських кенас, синагог тощо. Все це величезне число храмових будівель потребувало озеленення та квіткового оздоблення. Не був винятком і монастир на мисі Фіолент.
І хоча у своїх «Описах…» Мартін Броневський не згадує про сади чи огороди, зрозуміло, що монахи, як і в будь-якому іншому монастирі Європи, вирощували овочі і фрукти для прожитку братії. Територія перед храмом Різдва Христового, за словами ченців, дійсно, колись була монастирським садом, що був розбитий на двох вузьких терасових ділянках, обмежених підпірними стінами. В середині XIX століття з Нікітського ботанічного саду в монастир відправлялося безліч рослин.
Сади мали террасний пристрій — на крутому схилі іншого способу розробити землю і не було. Однак у ченців Свято-Георгіївського монастиря були зразки для наслідування: терасові сади Італії і, як їх реконструкція, середньовічні сади Кафи, Судака та інших італійських портових міст в Криму. Особливо красивими віллами, палацами консулів і величними храмами славилася Каффа. Тут в достатку можна було зустріти плантації винограду, мигдалеві гаї, персикові сади. Парк і виноградники за радянських часів було втрачено.

## Темні часи
Настоятель монастиря ієромонах Іполит був заарештований і засуджений в 1923 році за звинуваченням у приховуванні церковних цінностей.
Після того, як унікальний храм Святого Георгія сильно постраждав під час землетрусу 1927 р., його залишки розібрали, разом із надгробками монастирського некрополя.
Радянська влада ліквідувала Георгіївський монастир 29 листопада 1929 р., його будівлі були передані курортному тресту під санаторій ОСОАВИАХИМа. Ще в травні того ж року було закрито всі церкви обителі, окрім храма Воздвиження, де служби тривали до 1930 року. Монастирські Печерну церкву Різдва Христового, на щастя, віддали Севастопольському музейному об'єднанню, решта — санаторію.
У 1939—1941 роках в монастирі перебували військово-політичні курси Чорноморського флоту, у роки Другої Світової війни — курси для офіцерів і медсанбати. Після війни санаторій належав військовій частині Чорноморського флоту, що наразі його і врятувало.

## Відновлення
У 90-ті рр. ХХ ст. почалося відродження Георгіївського монастиря на Фіоленті. 22 липня 1993 року Рада у справах релігій при кабінеті Міністрів України зареєструвала статут нового чоловічого монастиря — Свято-Георгіївського. Поки йому повернена не вся його територія — тільки та, що спускається по урвищах до моря. Тут знаходиться древній і овіяний легендами печерний храм св. Георгія. Нині відновлюються келії і служби Георгіївського монастиря, ведеться підготовка до великого будівництва. У п'ятницю, суботу та неділю відкривається доступ мирян в монастир, і всі охочі можуть бути присутніми на богослужінні.